# Parksosauridae
Parksosauridae („Parksovi ještěři“) byla menší skupina (čeleď) drobných býložravých neoptakopánvých dinosaurů.

## Definice
V současnosti řadíme do této čeledi dvě podčeledi, a to Orodrominae a Thescelosaurinae, čítající zhruba desítku formálně popsaných a platných rodů. Přesná pozice tohoto kladu mezi ptakopánvými dinosaury je ale v rámci některých nových pojetí systematiky není dosud uspokojivě vyřešená.

## Rozšíření a význam

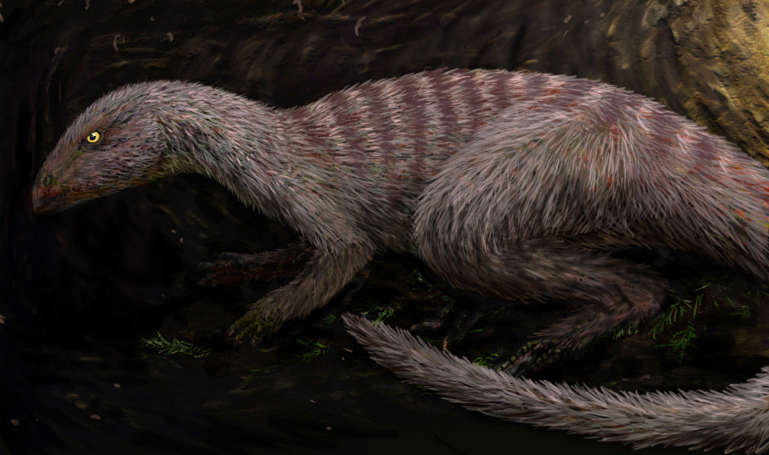
Rekonstrukce rodu Oryctodromeus v noře.

Zástupci této skupiny žili v období rané až nejpozdnější křídy (asi před 130 až 66 miliony let) na území Severní Ameriky (Kanada, USA) a východní Asie (Čína, Mongolsko, Jižní Korea). Formálně byl tento klad definován v roce 2002.
U těchto dinosaurů byla prokázána neurologická adaptace pro hrabavý způsob životra a schopnost vyhrabávat podzemní nory (ve kterých tito dinosauři pravděpodobně přebývali). Tato ekologická adaptace již byla prokázána například u rodů Oryctodromeus a Thescelosaurus, mohla však být podstatně rozšířenější.